# ライヴ・イン・ブライトン 1971
『ライヴ・イン・ブライトン 1971』（Live in Brighton 1971）は、キング・クリムゾン・コレクターズ・クラブ（KCCC）が2001年に発売した2枚組CD。イングランドのロック・バンドであるキング・クリムゾンが1971年に行なった国内ツアーのライヴ・アルバムで、同クラブの通算30作目である。

## 解説
1971年、キング・クリムゾンはロバート・フリップ、ピート・シンフィールド、メル・コリンズ、新メンバーのボズ・バレルとイアン・ウォーレスの顔ぶれで、4月12日にフランクフルトのズーム・クラブで初舞台に立った後、5月11日から6月2日まで国内ツアーを行なった。7月には新作アルバムの制作を開始し、8月9日から10月30日まで並行して再び国内ツアーを行なった。
本作には10月16日のブライトン公演が収録された。音源は海賊盤である。全10曲の内訳は以下のとおり。
- 『クリムゾン・キングの宮殿』（1969年）から1曲
- 『ポセイドンのめざめ』（1970年）から1曲
- 『リザード』（1970年）から1曲
- 『アイランズ』（1971年）から5曲[注釈 3]
- シングルB面収録曲が1曲
- カヴァー1曲[注釈 4]

これは明らかに最高潮だったバンドで、メンバーは互いの演奏を楽しんでおり、それを表している。メル、ロバート、私は伸び伸びと演奏し、ボズは全体を支え、安定で究極的に信頼でき、他のメンバーが冥王星にまで行っても迷わずに戻ってこられるようにしている。言ってみれば、迫りくる列車事故から人々を救う音楽の灯台だ。（中略）多くの人々がボズについて理解していないのはこの事だった。叙情的であることとは別に、彼の演奏は堅実で信用に値する。いかなる時もどんな事でも起こり得るようなこの類いの音楽を演奏するには、それが非常に必要だ。私はこれらの演奏の聴き手の多くにはそれがわからなかっただろうと推測する。しかし演奏者達には間違いなくわかっていた。—イアン・ウォーレスによるライナーノーツの抄訳

## 収録曲
邦題は日本盤CDに準拠。
| #         | タイトル                                   | 作詞・作曲                    | オリジナル                       | 時間  |
| --------- | ------------------------------------------ | ----------------------------- | -------------------------------- | ----- |
| 1.        | 「サーカス Cirkus」                        | Robert Fripp, Pete Sinfield   | 『リザード』（1970年）           | 11:02 |
| 2.        | 「冷たい街の情景 Picture of a City」       | Fripp, Sinfield               | 『ポセイドンのめざめ』（1970年） | 11:04 |
| 3.        | 「フォーメンテラ・レディ Formentera Lady」 | Fripp, Sinfield               | 『アイランズ』（1971年）         | 7:14  |
| 4.        | 「船乗りの話 The Sailer's Tale」           | Fripp（インストゥルメンタル） | 『アイランズ』                   | 5:30  |
| 5.        | 「レターズ The Letters」                   | Fripp, Sinfield               | 『アイランズ』                   | 8:05  |
| 6.        | 「アイランズ Islands」                     | Fripp, Sinfield               | 『アイランズ』                   | 7:00  |
| 合計時間: | 合計時間:                                  | 合計時間:                     | 合計時間:                        | 49:55 |

| #         | タイトル                                                   | 作詞・作曲                                                                        | オリジナル                                | 時間  |
| --------- | ---------------------------------------------------------- | --------------------------------------------------------------------------------- | ----------------------------------------- | ----- |
| 1.        | 「レディース・オブ・ザ・ロード Ladies of the Road」        | Fripp, Sinfield                                                                   | 『アイランズ』                            | 6:52  |
| 2.        | 「21世紀のスキッツォイド・マン 21st Century Schizoid Man」 | Fripp, Greg Lake, Ian McDonald, Michael Giles, Sinfield                           | 『クリムゾン・キングの宮殿』（1969年）    | 24:55 |
| 3.        | 「グルーン Groon」                                         | Fripp（インストゥルメンタル）                                                     | シングル『キャット・フード』B面（1970年） | 12:00 |
| 4.        | 「マーズ Mars」                                            | Holst (arr. Fripp, Mel Collins, Boz Burrell, Ian Wallace)（インストゥルメンタル） | ホルスト作曲、組曲『惑星』（初演1918年）  | 10:11 |
| 合計時間: | 合計時間:                                                  | 合計時間:                                                                         | 合計時間:                                 | 53:58 |

## ミュージシャン
- ロバート・フリップ　Robert Fripp – ギター、メロトロン
- メル・コリンズ　Mell Collins – サクソフォーン、フルート、メロトロン
- ボズ・バレル　Boz Burrell – ベース、リード・ヴォーカル
- イアン・ウォーレス　Ian Wallace – ドラムス、ヴォーカル
- ピート・シンフィールド　Peter Sinfield – 歌詞、音響、視覚効果